# René Barrientos Ortuño
René Barrientos Ortuño (Tarata, Cochabamba, 30 de maio de 1919 — Arque, 27 de abril de 1969) foi um militar e político boliviano de extrema-direita vice-presidente de seu país em 1964 e presidente da Bolívia entre 5 de novembro de 1964 e 26 de maio de 1965 e novamente entre 6 de agosto de 1966 e 27 de abril de 1969.

## Biografia
Nativo de Tarata, no departamento de Cochabamba, Barrientos era um oficial militar de carreira, tendo obtido a sua licença de piloto em 1945. Mais tarde, nos anos 1940, tornou-se um reformista em direção ao Movimento Nacionalista Revolucionário (NRM em inglês) do partido de Víctor Paz Estenssoro. Barrientos desempenhara um papel na revolução boliviana de 1952, quando o MRN derrubou a ordem estabelecida e tomou o poder. De fato, foi-lhe concedida a honra de sair do país para trazer de volta o líder revolucionário Víctor Paz Estenssoro, no exílio, uma vez que a rebelião foi bem sucedida. Em 1957, Barrientos foi recompensado sendo nomeado comandante da Força Aérea Boliviana. Barrientos é também conhecido pela conquista do apoio da elite de seu país e principalmente da CIA para executar o famoso revolucionário comunista cubano Che Guevara também com a ajuda do espião nazista Klaus Barbie.